# Edward Jerningham Wakefield
Edward Jerningham Wakefield, född den 25 juni 1820 och avliden den 3 mars 1879, var en framstående nybyggare och parlamentsledamot på Nya Zeeland samt son till Edward Gibbon Wakefield.